# Halmfyring
Halmfyring er en dansk oplysningsfilm fra 1981 med ukendt instruktør.

## Handling
Filmen viser opvarmning ved hjælp af halm.